# David Croft
David Croft (Stevenage, Hertfordshire, Inglaterra, Reino Unido; 19 de junio de 1970) es un locutor de televisión británico de Sky Sports. Es el comentarista principal de la Fórmula 1 en Sky desde el año 2012. Nació y creció en Stevenage, Inglaterra.

## Comienzos
Croft comenzó su carrera como locutor en la radio del hospital en Radio Fairfield. Pasó tres años trabajando en BBC Three Counties Radio, primero como reportero deportivo y luego como redactor. Se mudó a BBC Radio 5 Live en diciembre de 1998. Durante su tiempo en la estación, cubrió la Copa Mundial de Fútbol de 2002, los Juegos Olímpicos de Atenas 2004 y presentó Saturday Sport on 5 durante el verano de 2004 y 2005.

## Comentarista de BBC Sport

### Fórmula 1
Croft fue el comentarista y presentador de BBC Radio 5 Live Formula One, reemplazando a Maurice Hamilton al comienzo de la temporada 2006 de Fórmula 1. Trabajó junto al expiloto de Super Aguri, Honda y Minardi, Anthony Davidson, y con los reporteros de pitlane Ted Kravitz y Natalie Pinkham, cubriendo cada Gran Premio y clasificación, así como las tres sesiones de práctica que se podían escuchar a través del servicio BBC Red Button, BBC Sport Online. y BBC Radio 5 Live Sports Extra. El 7 de diciembre de 2011 se anunció que Croft sería el comentarista principal de la F1 en Sky Sports para la temporada 2012, y se le unirían Davidson, Kravitz, Pinkham y Martin Brundle.
David celebró su Gran Premio número 250 como comentarista en el Gran Premio de Azerbaiyán de 2019.

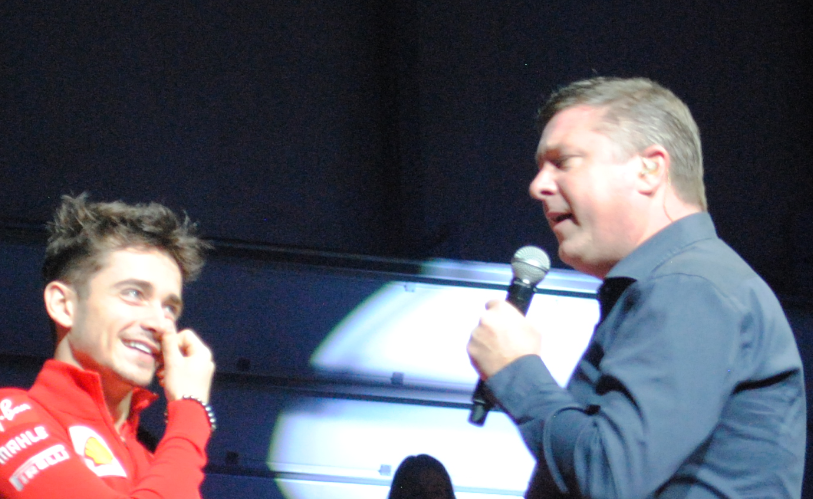
Croft junto a Charles Leclerc en el evento Autosport International de 2020.

### Otros deportes
Croft también ha comentado sobre el Campeonato Mundial de Dardos BDO y Winmau World Masters para BBC Television de 2004 a 2012 después de cubrir por primera vez el Campeonato Mundial para BBC Radio 5 Live en 2002. Desde 2013 en adelante, ha estado trabajando como presentador y comentarista ocasional para la cobertura de Sky Sports de los eventos de la Corporación Profesional de Dardos.

## Otros trabajos
Su trabajo fuera de la BBC ha incluido comentarios sobre:
- Dos rondas del Campeonato Mundial de GT1 de la FIA 2010 y del Campeonato Europeo de GT3 en Brno y Portimao, así como una ronda del campeonato 2011 de GT1 y la temporada del campeonato europeo GT3, ambas en Silverstone.
- Boxeo para Premier Sports, incluida una pelea de Tyson Fury.
- Boxeo para Setanta Sports, incluida la pelea de despedida de Joe Calzaghe contra Roy Jones Jr. en el Madison Square Garden.
- El freerunning de 2008 y 2009.
- El Goodwood Revival de 2009, y las ediciones 2010, 2011 y 2012 del Festival Goodwood de la Velocidad
- La Race on Sky 1.
- Red Bull Track Attack para ITV.
- La competición de F1 en escuelas, concretamente para las finales mundiales.
- Presentador de los World Branding Awards 2014 y 2016.[4][5]

## Videojuegos y cine
Es la voz del reportero del paddock en el videojuego de Codemasters F1 2010 y en la secuela F1 2011. En F1 2012, F1 2013 y F1 2014, guía al jugador a través de los menús respectivos de los juegos, y en F1 2015, F1 2016, F1 2017, F1 2018, F1 2019, F1 2020, F1 2021 y F1 22 es el comentarista durante las sesiones del juego junto a Anthony Davidson.
Croft prestó su voz para el personaje «Lofty Crofty» en el lanzamiento europeo de la película Aviones. El personaje era el equivalente europeo de Colin Cowling.

## Presentador de radio
Croft presentó anteriormente un programa deportivo entre semana y un programa de fútbol por teléfono los lunes por la noche en BBC London 94.9 FM, donde también reemplazó a Paul Ross y copresentó el programa Breakfast primero con JoAnne Good y luego con Gaby Roslin.
Además es admirador de la música rock y es colaborador habitual de Primordial Radio con sus «Crofty's Tracks» que aparecen en el programa de la tarde con Dewsbury.